# Milan Halás
Milan Halás (31. března 1934 – 25. září 2014) byl slovenský fotbalista, obránce.

## Fotbalová kariéra
V československé lize hrál za Křídla vlasti Olomouc, Slovan Bratislava a Slovan Nitra. V československé lize nastoupil ve více než 50 utkáních a dal 1 gól.

## Ligová bilance
| Ročník                                   | Zápasy | Góly | Klub                  |
| ---------------------------------------- | ------ | ---- | --------------------- |
| 1. československá fotbalová liga 1954    | -      | 0    | Křídla vlasti Olomouc |
| 1. československá fotbalová liga 1957/58 | 2      | 0    | Slovan Bratislava     |
| 1. československá fotbalová liga 1958/59 | 3      | 0    | Slovan Bratislava     |
| 1. československá fotbalová liga 1959/60 | 24     | 0    | Slovan Nitra          |
| 1. československá fotbalová liga 1960/61 | 18     | 1    | Slovan Nitra          |
| 1. československá fotbalová liga 1961/62 | 2      | 0    | Slovan Nitra          |
| LIGA CELKEM                              | -      | 1    |                       |